# Machine Gun o Buppanase -Mr. Children Bootleg-
Machine Gun o Buppanase -Mr. Children Bootleg- (マシンガンをぶっ放せ -Mr.Children Bootleg-?) è un brano musicale del gruppo musicale giapponese Mr. Children, pubblicato come loro dodicesimo singolo l'8 agosto 1996, ed incluso nell'album Shinkai. Il singolo ha raggiunto la prima posizione della classifica Oricon dei singoli più venduti in Giappone, vendendo 733 070 copie.

## Tracce
CD Singolo TFCC-88080
1. Machine Gun wo Buppanase -Mr.Children Bootleg- (マシンガンをぶっ放せ -Mr.Children Bootleg-)
2. Love is Blindness
3. Tabibito (旅人)

## Classifiche
| Classifica (1996) | Posizione più alta |
| ----------------- | ------------------ |
| Giappone (Oricon) | 1                  |